# Silvana Pacheco Gallardo
Silvana Pacheco Gallardo (* 29. Juli 1981 in Trujillo, Peru) ist eine peruanische Schachspielerin, -schiedsrichterin und -trainerin.
Sie gewann die erste Frauenmeisterschaft Perus 1997 in Lima vor Miryan Calle. Silvana Pacheco Gallardo trägt den Titel FIDE-Meister der Frauen (WFM). Ihre Elo-Zahl beträgt 2125 (Stand: August 2024), sie wird aber als inaktiv gelistet, da sie seit 1998 keine Elo-gewertete Schachpartie mehr gespielt hat. In peruanischen Schachturnieren fungiert sie als Schiedsrichterin.